# Фуртаду, Селсу
Селсу Фуртаду (порт. Celso Furtado; 26 июля 1920 — 20 ноября 2004) — бразильский экономист и государственный деятель. Представитель структуралистской школы теории зависимости.

## Биография
В 1939—1944 учился в Федеральном университете Рио-де-Жанейро. В 1944 был призван в армию и отправлен в Бразильский экспедиционный корпус в Италии. В 1946 поступил на докторскую программу по экономике Парижского университета. Тема диссертации — экономика Бразилии колониального периода.
В 1949 году переехал в Сантьяго, Чили, где был принят на работу во вновь созданную Экономическую комиссию ООН для Латинской Америки (ЭКЛА), которую возглавлял аргентинский экономист Рауль Пребиш. Работая в ЭКЛА, Пребиш и Фуртадо внесли решающий вклад в разработку программ социально-экономического развития Латинской Америки, в которых упор делался на индустриализацию и импортозамещение.
В 1959 вернулся в Бразилию и был назначен директором государственного Бразильского банка развития, задачей которого была поддержка бедного и засушливого северо-востока страны. В этот период разработал план создания Управлении по развитию Северо-Востока, правительственного агентства, цель которого стимулирование экономического роста в регионе, и был назначен президентом Жуселину Кубичеком первым директором агентства. Во время правления президента Жуана Гуларта стал министром планирования и был ответственным за Трёхлетний план развития Бразилии.
Выступил одним из создателей Конференции ООН по торговле и развитию (ЮНКТАД). После военного переворота в 1964 году был вынужден эмигрировать. Был профессором Йельского, Кембриджского и Парижского университетов.
После закона об амнистии 1979 года вернулся Бразилию. В 1985—1986 посол Бразилии в Европейском экономическом сообществе в Брюсселе. В 1986—1988 министр культуры Бразилии в правительстве президента Жозе Сарнея.

## Научный вклад
Утверждал, что связь зависимой экономики развивающейся страны с доминирующей экономикой развитых стран осуществляется посредством элиты, уже интегрированной в более развитую систему и ориентирующейся на её стандарты. Поэтому суть системы отсталости в значительной степени предопределена «процессом подражания моделям потребления центра».
В своей книге «Развитие и недоразвитие» (1961) характеризует экономику, возникшую в результате проникновения капитализма в регионы с докапиталистическим хозяйством, как гибридную, сочетающую капиталистическое ядро с архаичной структурой.

## Сочинения
- Formação econômica do Brasil. RJ, Fundo de Cultura, 1959.
- Desenvolvimento e subdesenvolvimento. RJ, Fundo de Cultura, 1961.